# Cherry Valley (Californie)
Pour les articles homonymes, voir Cherry Valley.
Cherry Valley est une census-designated place (CDP) située dans le comté de Riverside, en Californie.

## Démographie
| 2000  | 2010  | - | - | - | - |
| ----- | ----- | - | - | - | - |
| 5 927 | 6 362 | - | - | - | - |